# Ein Stammbaum
Ein Stammbaum (Originaltitel: Un pedigree) ist ein autobiografisches Buch des französischen Schriftstellers Patrick Modiano. Es erschien 2005 bei Éditions Gallimard. Die deutsche Übersetzung von Elisabeth Edl wurde zwei Jahre später im Carl Hanser Verlag veröffentlicht.

## Inhalt
Patrick Modiano beschreibt seine Kindheit und Jugend von 1945 bis 1968. Seine Eltern lassen sich früh scheiden und leben mit verschiedenen neuen Geliebten und Liebhabern. Beide haben zu ihrem Sohn ein distanziertes Verhältnis. Die Mutter, eine kühle Schauspielerin, ist meistens abwesend. Der Vater, ein windiger Geschäftsmann mit großen Plänen und geringem Erfolg, versucht immer wieder, den Jungen abzuschieben. Dieser wächst in wechselnden Internaten auf. Modiano benennt zahlreiche Namen von Orten, hauptsächlich in Paris, und Personen, die in seinem Leben oder dem Leben seiner Eltern vorübergehend eine Rolle spielen und ebenso plötzlich wieder verschwinden, wie sie aufgetaucht sind. Auch viele bekannte Persönlichkeiten kreuzen Modianos Lebensweg oder häufiger nur den von Bekannten. Modiano schreibt dazu: „Man möge mir all diese Namen nachsehen und andere, die noch folgen werden. Ich bin ein Hund, der so tut, als habe er einen Stammbaum.“
Als Modiano elf Jahre alt ist, stirbt sein zwei Jahre jüngerer Bruder Rudy. Es ist laut Modiano die einzige Begebenheit im Buch, die ihn wirklich betrifft. Er erklärt: „Ich schreibe diese Seiten so, wie man ein Protokoll oder einen Lebenslauf verfaßt, aus dokumentarischen Gründen und wahrscheinlich auch, um einen Schlußstrich zu ziehen unter ein Leben, das nicht meines war.“ Das Motiv des falschen Lebens zieht sich durch die Jugend des Autors. Es ist ein Leben, das spurlos an ihm vorüberzieht und das er durchlebt, als sei er darin ein Fremder. Schließlich bricht er mit seinem Vater, als dieser ihn drängt, in die Armee einzutreten, und hat seither keinen Kontakt mehr zu ihm. Seine Berufung findet der junge Modiano in der Literatur. Zahllose Bücher, von der Trivial- bis zur Hochliteratur, begleiten ihn durch seine Jugend. Mit dem Erscheinen seines ersten eigenen Romans La Place de l’Etoile 1968 endet das Buch.

## Hintergrund
Der Titel Un pedigree ist eine Anspielung auf den Stammbaum eines Rassehundes, die Auflistung der Vorfahren über Generationen hinweg. Er ist aber auch
eine Hommage an den autobiografischen Roman Pedigree (Stammbaum) des belgischen Schriftstellers Georges Simenon, den Modiano sehr schätzt. Neben der physiologischen Abstammung stellt sich Modiano mit diesem Titel also auch in eine literarische Tradition.

## Einschätzungen
Laut der Übersetzerin Elisabeth Edl ist Un pedigree ein „lebens- und werkgeschichtlicher Stammbaum“ des Autors Modiano, in dem sich zahlreiche Motive und Themen, aber auch konkrete Figuren und ganze Szenen aus seinen Werken wiederfinden lassen. So beinhaltete etwa der unmittelbar dem Buch vorausgegangene Roman Unfall in der Nacht, die Selbstfindungsgeschichte eines jungen Mannes, viele Szenen, die wie Un pedigree zeigt, direkt der Biografie Modianos entnommen sind. Modiano bestätige damit eine Aussage aus seinem zweiten Roman La Ronde de nuit: „Ich erfinde nichts. Alle Personen, von denen ich spreche, haben gelebt. Ich treibe die Genauigkeit sogar so weit, sie mit ihrem richtigen Namen zu nennen.“ Dennoch sei Un pedigree weder eine klassische Autobiografie, noch ein Schlüsselroman. Vielmehr handle es sich um einen „Entwicklungsroman eines später berühmt gewordenen Schriftstellers“ mit dem für Modianos Werk so typischen „Vexierspiel zwischen Fiktion und Biographie“.
Florian Welle meint in der Süddeutschen Zeitung, Modiano reihe in Ein Stammbaum Jahreszahlen, Orte und Namen in der Hoffnung aneinander, durch deren Faktizität ließe sich die Realität greifen und begreifen. Welle sieht ein Paradox darin, dass Modianos Sätze einerseits von protokollarischer Strenge und Kühle sind, meist im Präsens, was er als Modianos Versuch deutet, die Vergangenheit zu vergegenwärtigen, dass sich Modianos Poetologie andererseits aber am besten mit Schwindel. Gefühle umschreiben lasse: „Denn ganz so nüchtern, wie immer wieder behauptet wird – nicht zuletzt vom Autor selbst – sind die Bücher dann doch nicht“, resümiert Welle.

## Ausgaben
- Un pedigree. Éditions Gallimard, Paris 2005, ISBN 2-07-077333-7.
- Ein Stammbaum. Aus dem Französischen von Elisabeth Edl. Hanser, München 2007, ISBN 978-3-446-20922-0; dtv, München 2014, ISBN 978-3-423-14435-3.
- Ein Stammbaum. Gelesen von Gert Heidenreich. Hörbuch Hamburg, Hamburg 2015, ISBN 978-3-89903-941-2.